# El Manzano (Tabasco)
El Manzano es una localidad del municipio de Centro ubicado en la subregión centro del estado mexicano de Tabasco.

## Geografía
La localidad de El Manzano se sitúa en las coordenadas geográficas 17°51′21″N 92°54′45″O / 17.855833, -92.912500, a una elevación de 16 metros sobre el nivel del mar.

## Demografía
Según el Conteo de Población y Vivienda 2020, efectuado por el Instituto Nacional de Estadística y Geografía, la localidad de El Manzano tiene 164 habitantes, de los cuales 81 son del sexo masculino y 83 del sexo femenino. Su tasa de fecundidad es de 2.34 hijos por mujer y tiene 43 viviendas particulares habitadas.
| Gráfica de evolución demográfica de El Manzano entre 1995 y 2020 |
|                                                                  |
| INEGI.                                                           |